# Chauchigny
Chauchigny est une commune française, située dans le département de l'Aube en région Grand Est.

## Géographie
|          | Rilly-Sainte-Syre |                 |
| Savières | Chauchigny        | Chapelle-Vallon |
|          | Villacerf         |                 |

### Hydrographie
La commune est dans la région hydrographique « la Seine de sa source au confluent de l'Oise (exclu) » au sein du bassin Seine-Normandie. Elle est drainée par l'ancien canal de la Haute Seine, la Seine, un bras du Melda, le Melda, la rivière de Beauregard, le Fossé la Noue, le Melda et Prise d'Eau de Chauchigny,.
La Seine, un fleuve long de 775 km, coule dans le Bassin parisien et notamment dans le département de l’Aube en le traversant du sud-est au nord-ouest. Elle longe la commune sur une petite longueur sur son flanc ouest.
L'ancien canal de la Haute Seine est un canal, chenal non navigable de 38,2 km. Il prend sa source dans la commune de Barberey-Saint-Sulpice et se jette dans l'Aube au niveau de la commune de Marcilly-sur-Seine.
Le Melda, d'une longueur de 24 km, prend sa source dans la commune de Lavau et se jette  dans la Seine à Savières, après avoir traversé huit communes.

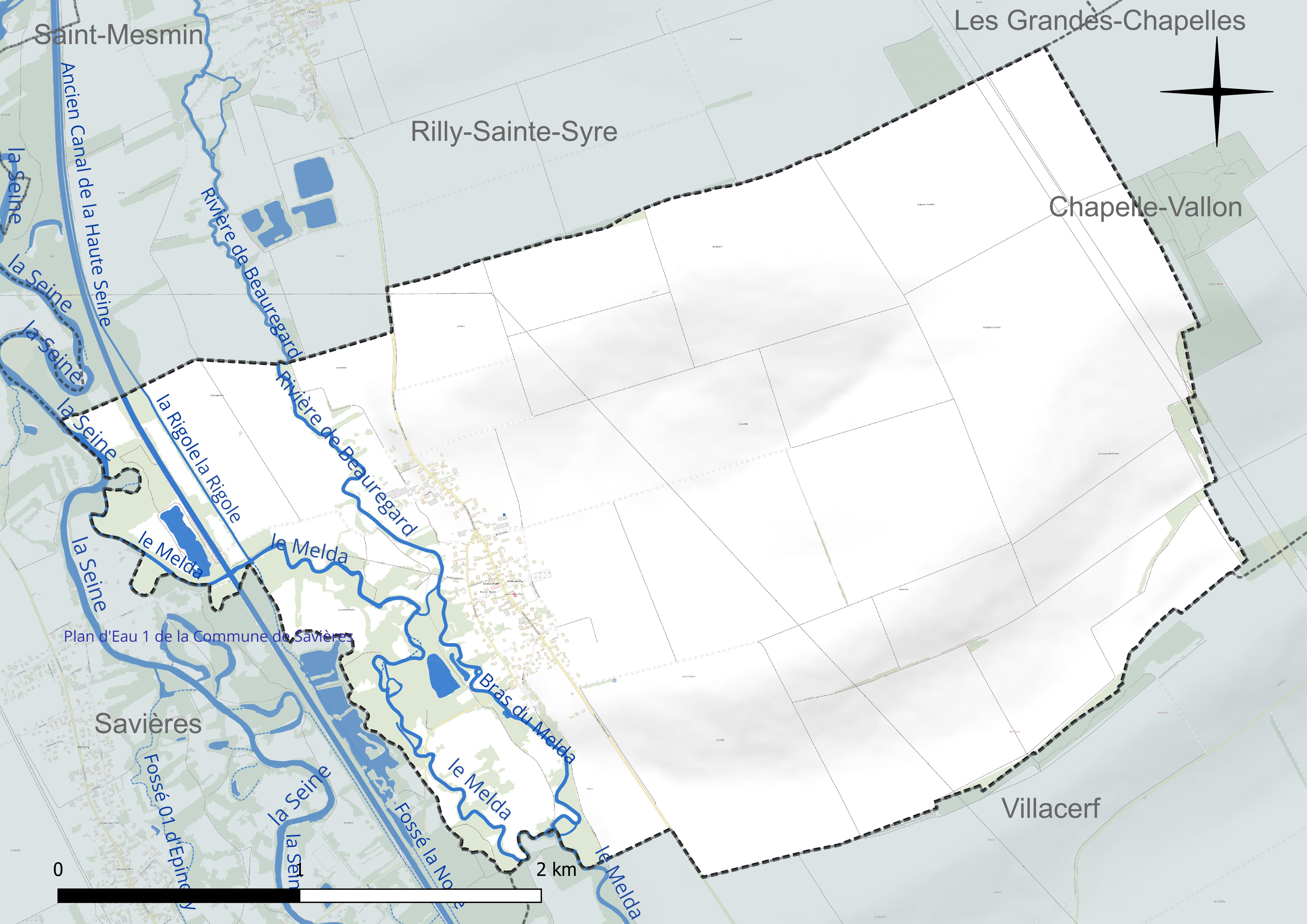
Réseau hydrographique de Chauchigny.

La Rivière de Beauregard, d'une longueur de 12 km, prend sa source dans la commune  et se jette  dans la Seine à Droupt-Sainte-Marie, après avoir traversé cinq communes.

### Climat
Pour des articles plus généraux, voir Climat du Grand Est et Climat de l'Aube.
En 2010, le climat de la commune est de type climat océanique dégradé des plaines du Centre et du Nord, selon une étude du Centre national de la recherche scientifique s'appuyant sur une série de données couvrant la période 1971-2000. En 2020, Météo-France publie une typologie des climats de la France métropolitaine dans laquelle la commune est exposée à un climat océanique altéré et est dans la région climatique Nord-est du bassin Parisien, caractérisée par un ensoleillement médiocre, une pluviométrie moyenne régulièrement répartie au cours de l’année et un hiver froid (3 °C).
Pour la période 1971-2000, la température annuelle moyenne est de 10,6 °C, avec une amplitude thermique annuelle de 15,9 °C. Le cumul annuel moyen de précipitations est de 727 mm, avec 11,7 jours de précipitations en janvier et 7,6 jours en juillet. Pour la période 1991-2020, la température moyenne annuelle observée sur la station météorologique de Météo-France la plus proche, « Troyes-Barberey », sur la commune de Barberey-Saint-Sulpice à 11 km à vol d'oiseau, est de 11,3 °C et le cumul annuel moyen de précipitations est de 644,6 mm. 
La température maximale relevée sur cette station est de 41,8 °C, atteinte le 25 juillet 2019 ; la température minimale est de −23 °C, atteinte le 17 janvier 1985,,.
Les paramètres climatiques de la commune ont été estimés pour le milieu du siècle (2041-2070) selon différents scénarios d'émission de gaz à effet de serre à partir des nouvelles projections climatiques de référence DRIAS-2020. Ils sont consultables sur un site dédié publié par Météo-France en novembre 2022.

## Urbanisme

### Typologie
Au 1er janvier 2024, Chauchigny est catégorisée commune rurale à habitat dispersé, selon la nouvelle grille communale de densité à 7 niveaux définie par l'Insee en 2022.
Elle est située hors unité urbaine. Par ailleurs la commune fait partie de l'aire d'attraction de Troyes, dont elle est une commune de la couronne,. Cette aire, qui regroupe 209 communes, est catégorisée dans les aires de 200 000 à moins de 700 000 habitants,.

### Occupation des sols
L'occupation des sols de la commune, telle qu'elle ressort de la base de données européenne d’occupation biophysique des sols Corine Land Cover (CLC), est marquée par l'importance des territoires agricoles (85,8 % en 2018), une proportion sensiblement équivalente à celle de 1990 (85,6 %). La répartition détaillée en 2018 est la suivante :
terres arables (83 %), forêts (11,1 %), zones urbanisées (3 %), zones agricoles hétérogènes (2,8 %). L'évolution de l’occupation des sols de la commune et de ses infrastructures peut être observée sur les différentes représentations cartographiques du territoire : la carte de Cassini (XVIIIe siècle), la carte d'état-major (1820-1866) et les cartes ou photos aériennes de l'IGN pour la période actuelle (1950 à aujourd'hui).

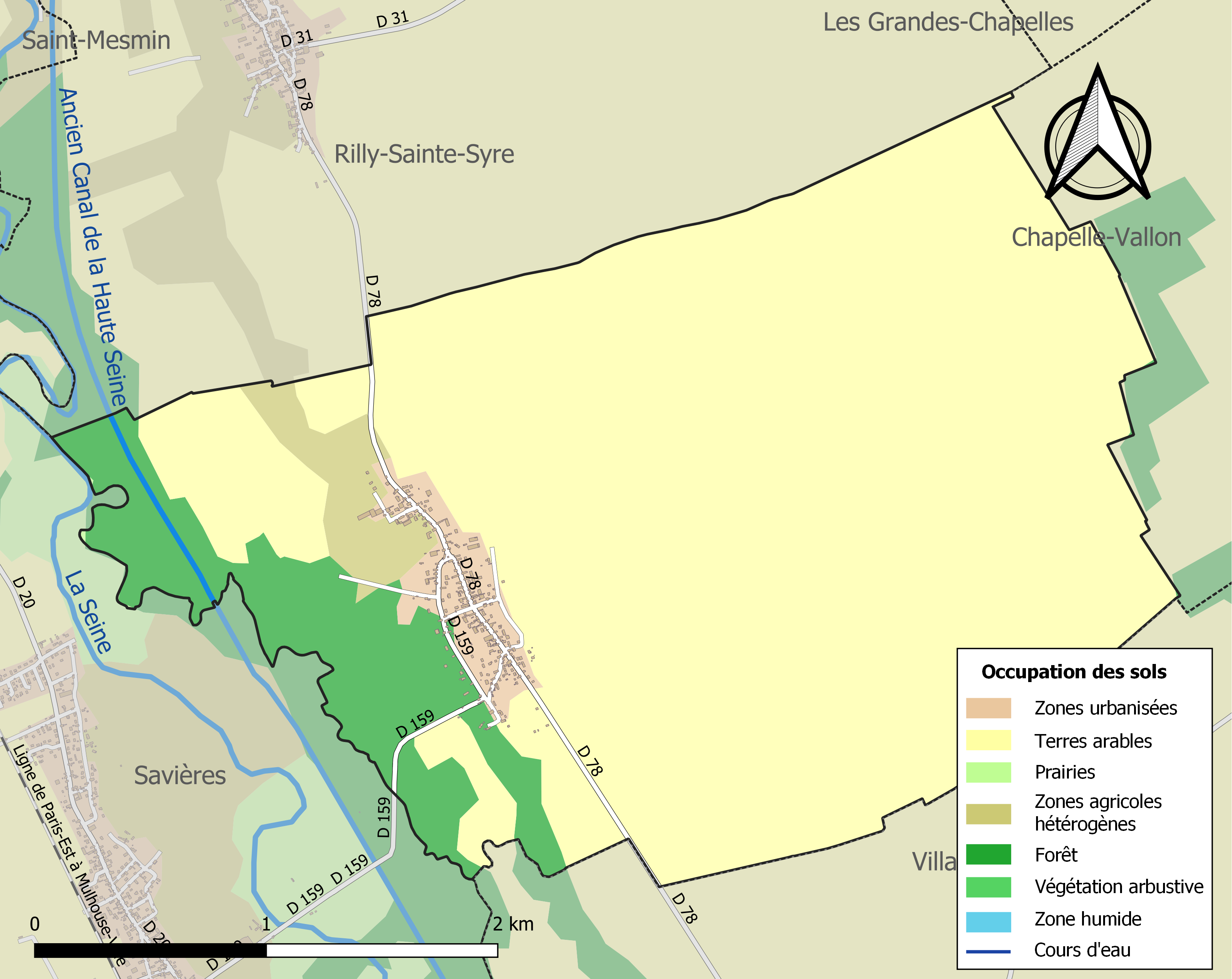
Carte des infrastructures et de l'occupation des sols de la commune en 2018 (CLC).

## Histoire
En 1207, le prieur de Saint-Sépulcre avait les droits de sauvement de Chauchigny, le roi avait les droits de juré et de bourgeoisie qu'il revendit au seigneur de Saint-Sépulcre, François de la Roère au XVIe siècle. Gilbert Colbert était marquis de Villacerf et seigneur de Chauchigny en 1732, puis le comte de Hautefort en 1769 et sa veuve dans le cahier de doléance de 1789.
Jusqu'en 1789 le village était de l'intendance et de la généralité de Châlons, de l'élection et du bailliage de Troyes.

## Politique et administration
| Période                                  | Période  | Identité                                       | Étiquette | Qualité  |
| ---------------------------------------- | -------- | ---------------------------------------------- | --------- | -------- |
| An IX                                    | 1808     | Jean Bon                                       |           |          |
| 4 mars 1811                              |          | Edme Joseph Martinot                           |           |          |
| 20 février 1826                          |          | François-Aldérald Very                         |           |          |
| 14 novembre 1830                         |          | Joseph Jacquin                                 |           |          |
| 21 septembre 1848                        |          | François Vallot                                |           |          |
| 28 septembre 1854                        |          | Joseph Jacquin                                 |           |          |
| 29 novembre 1858                         |          | Hypollite Gueux                                |           |          |
| mars 2001                                | 2014     | Nicole Payen                                   |           |          |
| mars 2014                                | En cours | Richard Brugger Réélu pour le mandat 2020-2026 | DVG       | Retraité |
| Les données manquantes sont à compléter. |          |                                                |           |          |

## Démographie
L'évolution du nombre d'habitants est connue à travers les recensements de la population effectués dans la commune depuis 1793. Pour les communes de moins de 10 000 habitants, une enquête de recensement portant sur toute la population est réalisée tous les cinq ans, les populations de référence des années intermédiaires étant quant à elles estimées par interpolation ou extrapolation. Pour la commune, le premier recensement exhaustif entrant dans le cadre du nouveau dispositif a été réalisé en 2008.

En 2022, la commune comptait 222 habitants, en évolution de −12,94 % par rapport à 2016 (Aube : +0,7 %, France hors Mayotte : +2,11 %).
| 1793 | 1800 | 1806 | 1821 | 1831 | 1836 | 1841 | 1846 | 1851 |
| ---- | ---- | ---- | ---- | ---- | ---- | ---- | ---- | ---- |
| 344  | 340  | 402  | 441  | 425  | 467  | 451  | 458  | 461  |

| 1856 | 1861 | 1866 | 1872 | 1876 | 1881 | 1886 | 1891 | 1896 |
| ---- | ---- | ---- | ---- | ---- | ---- | ---- | ---- | ---- |
| 451  | 459  | 438  | 440  | 401  | 394  | 393  | 351  | 335  |

| 1901 | 1906 | 1911 | 1921 | 1926 | 1931 | 1936 | 1946 | 1954 |
| ---- | ---- | ---- | ---- | ---- | ---- | ---- | ---- | ---- |
| 293  | 265  | 269  | 227  | 231  | 231  | 247  | 219  | 220  |

| 1962 | 1968 | 1975 | 1982 | 1990 | 1999 | 2006 | 2008 | 2013 |
| ---- | ---- | ---- | ---- | ---- | ---- | ---- | ---- | ---- |
| 233  | 226  | 204  | 212  | 224  | 254  | 252  | 252  | 259  |

| 2018 | 2022 | - | - | - | - | - | - | - |
| ---- | ---- | - | - | - | - | - | - | - |
| 237  | 222  | - | - | - | - | - | - | - |

## Lieux et monuments
- Moulin à eau avec turbine francis, la première mention de moulin date de 1201, il appartenait à Hugues IV de Broyes et à son épouse. Le prieuré de Foissy recevait une donation de Béatrix de Vendeuvre d'une rente sur ledit moulin, en 1227.
- L'église était, en 1789 du Grand doyenné de Troyes avec présentation par le chapitre Saint-Pierre. Le bâtiment est du XIIe siècle, pour la partie occidentale et placé sous le vocable de la Nativité de la Vierge. Le portail et le reste est du XVIe siècle, l'abside est la seule partie voûtée.
- Les lavoirs.

## Personnalités liées à la commune
Clotilde Hesme.